# Кнессет 25-го созыва
Кнессет 25-го созыва (ивр. הכנסת העשרים וחמש‎) — парламент Государства Израиль, который был избран на парламентских выборах в ноябре 2022 года.

## Члены кнессета
В Кнессете 25-го созыва представлены 10 фракций. Крупнейшая партия — «Ликуд» — состоит из 32 депутатов, наименьшая — «Авода» — из четырёх.

### Ликуд
32 мандата

### Еш атид
24 мандата

### Ха-Цийонут ха-Датит
14 мандатов

### Ха-махане ха-мамлахти
12 мандатов

### ШАС
11 мандатов

### Яхадут ха-Тора
7 мандатов

### Наш дом Израиль
6 мандатов

### Объединённый арабский список
5 мандатов

### Хадаш-ТААЛЬ
5 мандатов

### Авода
4 мандата